# Cantonul Rue
Cantonul Rue este un canton din arondismentul Abbeville, departamentul Somme, regiunea Picardia, Franța.

## Comune
- Argoules
- Arry
- Bernay-en-Ponthieu
- Le Crotoy (Krotooie)
- Favières
- Fort-Mahon-Plage
- Machiel
- Machy
- Nampont
- Quend (Kent)
- Regnière-Écluse
- Rue (Rouwe) (reședință)
- Saint-Quentin-en-Tourmont
- Vercourt
- Villers-sur-Authie
- Vironchaux
- Vron